# Франко-італійська угода (1912)
Франко-італійська угода (1912) — друга (після угоди 1900 року) та остаточна угода Франції та Італії про сфери впливу в Північній Африці.

## Передісторія
Італія, яка почала створювати свою колоніальну імперію пізніше за інші європейські держави, у середземноморському регіоні хотіла колонізувати насамперед Туніс, а також Триполітанію та Кіренаїку. В 1881 Туніс анексований Францією, і з цього часу Італія вирішила зосередитися на експансії в лівійських землях.
У 1890 уряд Франческо Кріспі, вирішивши домогтися згоди великих європейських держав на анексію Триполітанії та Кіренаїки, зробив відповідні дипломатичні кроки в Берліні, Відні та Лондоні. Німеччина та Австро-Угорщина, які визнали вже у договорі про Потрійний союз (1887) інтереси Італії у північноафриканському регіоні, підтвердили своє визнання договором 1891 року. Британський уряд у принципі доброзичливо ставився до італійських претензій на Триполітанію та Кіренаїку, вважаючи їх противагою французьким позиціям у Середземному морі. Однак при цьому він знаходив момент не зовсім придатний для рішучих дій, бо побоювався дипломатичного виступу російського уряду. Тому британський міністр закордонних справ Солсбері і порадив італійському керівництву не поспішати із захопленням.
Потім уже уряд Рудіні взяв курс на поліпшення франко-італійських відносин з метою подолати неприязну позицію французького уряду щодо Триполітанії та Кіренаїки. Оскільки Франція хотіла б відірвати Італію від Потрійного союзу, вона пішла назустріч прагненням італійського уряду, проте в обмін на поступку з питання Триполі вимагала згоду Італії на надання Франції свободи дій у Марокко. За підсумками довгих франко-італійських переговорів (1899-1900) ці держави уклали в Римі секретну угоду Баррера-Принетті, що уможливило подальше зближення між Італією і Францією і що ознаменувало початок відходу Італії від Троїстого союзу. Після боснійської кризи, в 1909 за угодою в Ракконіджі Італія отримує визнання своїх домагань на Триполітанію і Кіренаїку і з боку Росії.
Скориставшись сприятливою міжнародною обстановкою, що виникла у зв'язку з Агадірською кризою, Італія в 1911 оголосила війну Османській імперії і, анексувавши Триполітанію і Кіренаїку, змусила Туреччину за Лозаннським мирним договором 1912 поступитися їй цими теренами. Триполітанія та Кіренаїка стали новою італійською колонією під назвою Лівія. Потім, спираючись на угоду 1900 року, уряд Італії вирішив використовувати Феський договір для того, щоб домогтися підтвердження Францією своїх прав на Лівію.

## Укладання угоди та її умови
28 жовтня 1912 президент Французької республіки Пуанкаре та італійський посол Тіттоні уклали в Парижі угоду про Лівію та Марокко, яка була оформлена як обмін нотами. Обидві держави висловили свій взаємний намір не перешкоджати одна одній у всіх діях (Франції — в Марокко, Італії — в Лівії) і погодилися взаємно забезпечити одна одній у цих країнах режим найбільш сприятливої нації. 4 травня 1913 до угоди приєдналася Іспанія.

## Наслідки
Угода 1912 значно пом'якшила протиріччя між Францією та Італією в колоніальному питанні, що багато в чому і зумовило приєднання Італії до Антанти під час Першої Світової війни за Лондонським договором 1915.